# Фк Фарт
 Фк Фарт футбольный клуб в Селятино Информация

1. ↑  Информация о ФК Фарт. ffmo.ru. Дата обращения: 18 августа 2025.

## Ваша статья «Фк Фарт»
Здравствуйте! Спасибо за создание новой статьи. К сожалению, она не подходит для Википедии, поэтому её, возможно, придётся удалить.
Дело в том, что Википедия — это энциклопедия, и не каждый предмет может или должен быть здесь описан. Сообщество проекта выработало правила, по которым, в частности, создавать статьи можно только о предметах, соответствующим принятым критериям энциклопедической значимости. Предмет Вашей статьи не соответствует им в полной мере.
Если Вы считаете, что это предположение ошибочно, Вы можете его оспорить, установив на статью шаблон {{hangon}}. Если Вашу статью уже удалили, но по вашему мнению, предмет статьи всё же удовлетворяет критериям значимости, то разместите заявку на странице Википедия:К восстановлению и приведите в ней ссылки на авторитетные источники, показывающие значимость темы Вашей статьи. 
В любом случае спасибо за интерес к Википедии! Loksiloki (обс.) 23:00, 18 августа 2025 (UTC)